# Carl Brüschweiler
Carl Brüschweiler (* 6. Dezember 1878 in Romanshorn; † 5. Juni 1956 in Bern) war ein Schweizer Statistiker.

## Biografie
Der Sohn des Schuhmachers Konrad Brüschweiler und von Anna Maria (geb. Stäheli) absolvierte das Lehrerseminar Kreuzlingen. Anschliessend studierte er Volkswirtschaft an der Handelshochschule St. Gallen und an der Universität Zürich. 1908 begann Brüschweiler als Adjunkt des Statistischen Amtes der Stadt Zürich zu arbeiten und stieg 1924 zu dessen Leiter auf. 1931 zeichnete ihn die Universität Zürich für seine wissenschaftlichen Leistungen auf dem Gebiet der Kommunalstatistik mit der Ehrendoktorwürde aus. Im selben Jahr wechselte er zum Eidgenössischen Statistischen Amt, dessen Leitung er bis zu seiner Pensionierung im Jahr 1946 innehatte.
Ab 1933 war Brüschweiler ein Mitglied des International Statistical Institute. Als Experte unterstützte er 1935 die Vorbereitung und Durchführung der ersten Volkszählung in der Türkei. 1936 war er Mitglied der Statistischen Expertenkommission des Völkerbunds. Unter seiner Leitung führte das Eidgenössische Statistische Amt im Jahr 1933 grafische Darstellungen in den Publikationen ein. Ebenso war er verantwortlich für den methodologischen Ausbau der Bevölkerungs- und Wirtschaftsstatistik. Ebenso reorganisierte und leitete er das Sozialmuseum in Zürich.